# Lester Young
Lester Willis Young, noto anche con lo pseudonimo di Prez (Woodville, 27 agosto 1909 – New York, 15 marzo 1959), è stato un sassofonista statunitense.
È famoso per il suo personalissimo stile come solista e per aver costituito un modello musicale per generazioni di jazzisti, sia quelli che avrebbero dato l'avvio al movimento bebop sia quelli che avrebbero definito il successivo cool jazz.

## Biografia
Fu Billie Holiday, che lo considerava il miglior tenorsassofonista del panorama jazz, ad assegnare a Young il soprannome "Prez", il presidente.
Young trascorse la prima infanzia a New Orleans. Il padre, operaio e musicista, lo iniziò alla musica molto presto: infatti a dieci anni, insieme alla sorella Irma ed al fratello Lee, che sarebbe diventato anche lui un ottimo musicista, entrò a far parte dell'orchestra del padre, a Minneapolis. Iniziò suonando la batteria, passando poi al sax contralto e in seguito al sax tenore.
Ammiratore di Frankie Trumbauer, che suonava il sassofono in do, cercò di imitarne la sonorità sul sax tenore (che è accordato un tono sotto), il che lo portò a creare una sonorità ed uno stile insoliti per l'epoca.
Verso i 18 anni iniziò a lavorare con le orchestre che giravano il Midwest - Lester si rifiutava di andare in tour nel Sud segregazionista - cominciando dai Bostonian di Art Bronson. Dal 1929 al 1932 suonò nell'orchestra di famiglia, fu con i Blue Devil di Walter Page (1930), e con Eddie Barefield (1932). Nel 1933 si unì all'orchestra di King Oliver e lavorò a Oklahoma City prima di approdare a Kansas City dove suonò con Bennie Moten e dove fu poi ingaggiato da Count Basie (1934), al quale aveva spedito un telegramma chiedendo di poter lavorare con la sua orchestra, dopo averlo ascoltato alla radio.
Nel 1934 fu contattato da Fletcher Henderson per rimpiazzare Coleman Hawkins che aveva lasciato l'orchestra per una tournée in Europa. Young partì per New York per un'audizione al Cotton Club, dopo la quale Henderson decise di assumerlo nonostante il parere contrario di buona parte dell'orchestra, che non apprezzava il suo stile rilassato. Fu lo stesso Young che, a questo punto, rifiutò l'offerta e tornò a Kansas City, dove suonò prima con Andy Kirk, e poi di nuovo con Basie. Sono di questo periodo, siamo nel 1936, le sue prime registrazioni con quell'orchestra e l'incontro con Billie Holiday, di cui divenne amico.
Nella sua autobiografia Billie Holiday ricorda una gara (cutting contest) tra Young e Chu Berry:
Benny Carter sapeva che Lester avrebbe potuto brillare in un duello di quel genere, ma per tutti gli altri l'esito di quella gara non era dubbio: Chu avrebbe spazzato via Lester in un baleno. Chu possedeva un bel sassofono dorato, ma non l'aveva con sé in quel momento. Benny Carter non si diede per vinto. Era con me: aveva fiducia in Lester. Così si offerse di andare a prendere lo strumento di Chu. Andò e tornò. Allora Chu Berry propose di suonare 'I got rhythm'.(...) Chu ce la mise tutta, poi venne la volta di Lester. Suonò almeno quindici "chorus", proprio ben fatti, nessuno eguale all'altro, e ciascuno migliore di quello precedente. Quando l'ultimo fu terminato, Chu Berry era liquidato.»
(Bille Holiday)
Lester con l'andare del tempo accentuò l'originalità del suo stile personale, e divenne sempre più eccentrico. Si persuase d'avere poteri paranormali, e cominciò ad abbigliarsi in maniera stravagante: portava uno strano cappello ed indossava un lungo cappotto nero che gli arrivava fino alle caviglie. Suonando in orchestra nella sezione dei sassofoni aveva preso l'abitudine di suonare tenendo lo strumento molto inclinato (a volte quasi orizzontale) e - come è documentato da diverse fotografie - faceva uso di questo accorgimento anche nelle sue esibizioni come solista.
Dopo aver lasciato Basie e la sua orchestra, Lester ne formò una propria con la quale si esibì a New York e a Los Angeles, senza gran successo. Nell'ottobre del 1944, fu chiamato alle armi. L'esperienza militare fu disastrosa per Lester Young, che non venne nemmeno accettato nella banda militare, a causa del suo carattere. Vari scontri con i suoi superiori culminarono in una denuncia alla Corte Marziale che lo condannò a cinque anni di reclusione, pena poi tramutata in un anno. Fu infine congedato per disonore, dopo aver scontato un anno e 5 mesi (fu trovato in possesso di cocaina e tentò di evadere, per cui la sua pena fu inasprita). Questa esperienza lo segnò profondamente rendendolo ancora più eccentrico e strano di prima. Si muoveva in maniera strana, si abbigliava in maniera stravagante, divenne apatico ed assente.
Alla fine del 1945 era a Los Angeles dove incontrò un suo grande ammiratore, l'impresario Norman Granz, che ne aveva descritto il personaggio in un ruolo di grande rilievo assegnatogli nel film Jammin' the blues.
Prez ha un ritorno di fiamma agli inizi dei Cinquanta, al punto che nel 1952 l'astro nascente del pianismo, il canadese Oscar Peterson, lo ingaggia per registrare col suo Trio. L'esito è esaltante, Young torna in testa alle classifiche jazz del momento: vince quella della Metronome e nel 1953 con i Metronome All Stars accompagnerà il cantante Billy Eckstine: con Lester suonano Teddy Wilson, Roy Eldridge, Terry Gibbs, Billy Bauer, Eddy Safransky, l'altro sax tenore con cui Prez divide il primo posto, Warne Marsh, e Max Roach. Incidono due stupendi pezzi: St.Louis Blues e How High the Moon, in cui Lester Young ha degli a solo da par suo.
Granz immediatamente scrittura Young e gli fa incidere alcuni dischi, sia come solista sia per il suo gruppo, "Jazz at the Philharmonic". Con il JATP Young fu spesso in tournée, fra l'altro in Europa, senza però riuscire a brillare particolarmente, in parte per le grandi dimensioni dell'organico, e in parte per le sue condizioni di salute, sempre più debilitate dall'alcol e dalla droga.
Nel 1955 venne ricoverato per un collasso all'ospedale Bellevue di New York, dove fu parzialmente disintossicato. Dopo essere stato dimesso effettuò una tournée assieme a stelle del jazz come Miles Davis, Bud Powell e il Modern Jazz Quartet
Dopo il fallimento del suo terzo matrimonio, Lester andò ad abitare in un albergo che affacciava sul Birdland, un famoso jazz club nei pressi della cinquantaduesima strada. Spesso sedeva alla finestra malinconico e pensieroso, beveva ancora e spesso si dimenticava di mangiare.
Un medico che lo visitò, sotto l'insistenza di Marshall Stearns, perché facesse qualcosa per risollevarsi dal suo stato, affermò che soffriva di una schizofrenia leggera, e che l'alcol gli causava uno sdoppiamento della personalità. Dopo questa visita, e grazie all'interessamento di amici, per qualche tempo Young si rimise in sesto.
Il 13 marzo del 1959, mentre si trovava a New York, si chiuse nella sua stanza d'albergo, bevendo e digiunando per due giorni, al termine dei quali fu ritrovato morto.

## Discografia

### Come leader
- 1938-44 - The Kansas City Sessions (Commodore Records)
- 1942–47 - The Complete Aladdin Recordings (2xCD) (Blue Note, )
- 1943-44 - The Complete on Keynote (Keynote, )
- 1944–50 - The Complete Savoy Recordings (Savoy, )

#### Norgran Records [MGN] / Verve Records  [MGV]
| Recorded  | Album                                            | Catalog No.            | Released | Notes                                     |
| --------- | ------------------------------------------------ | ---------------------- | -------- | ----------------------------------------- |
| 1946      | The Lester Young Buddy Rich Trio                 | MGN 1074               | 1956     | Ristampato come Verve MGV 8164 (1957?)    |
| 1950-1951 | Pres                                             | MGN 1072               | 1956?    | Ristampato come Verve MGV 8162 (1957?)    |
| 1950-1952 | The President                                    | MGN 1005               | 1954     |                                           |
| 1950-1952 | Lester Swings Again (reissue of MGN1005)         | MGN 1093               | 1956     | Ristampato come Verve MGV 8181 (1957?)    |
| 1951-1953 | Lester's Here                                    | MGN 1071               | 1956     | Ristampato come Verve MGV 8161 (1957)     |
| 1952      | Lester Young with the Oscar Peterson Trio #1     | MGN 5 Reissued in 1054 | 1954     | 10"                                       |
| 1952      | Lester Young with the Oscar Peterson Trio #2     | MGN 6 Reissued in 1054 | 1954     | 10"                                       |
| 1952      | The President Plays with the Oscar Peterson Trio | MGN 1054               | 1955     | Ristampato come Verve MGV 8144 (1957)     |
| 1954      | It Don't Mean a Thing (reissued as MGN 1100)     | MGN 1022               | 1955     | Ristampato come Verve MGV 8187 (1957)     |
| 1955      | Pres and Sweets                                  | MGN 1043               | 1956     | Ristampato come Verve MGV 8134 (1957)     |
| 1956      | The Jazz Giants '56                              | MGN 1056               | 1956     | Ristampato come Verve MGV 8146 (1956)     |
| 1956      | Pres and Teddy                                   | Verve MGV 8316         | 1957     | with Teddy Wilson                         |
| 1957-1958 | Going for Myself                                 | Verve MGV 8298         | 1958     | with Harry Edison                         |
| 1958      | Laughin' to Keep from Cryin'                     | Verve MGV 8316         | 1959?    | with Roy Eldridge and Harry Edison        |
| 1959      | Lester Young in Paris                            | Verve MGV 8378         | 1960     | Ristampato come Le dernier message de L Y |

- The Complete Lester Young Studio Sessions on Verve (8-CD boxed set) reissues all the Norgran/Verve sides; includes the only two Young interviews known to exist)